# Valmigère
Valmigère – miejscowość i gmina we Francji, w regionie Oksytania, w departamencie Aude.
Według danych na rok 1990 gminę zamieszkiwały 23 osoby, a gęstość zaludnienia wynosiła 4 osoby/km² (wśród 1545 gmin Langwedocji-Roussillon Valmigère plasuje się na 876. miejscu pod względem liczby ludności, natomiast pod względem powierzchni na miejscu 977.).